# Iglesia de San Pedro (Elvas)
La Iglesia de San Pedro (Elvas), en portugués: Igreja de São Pedro (Elvas) es un edificio religioso dedicado al culto de la Iglesia católica y está situado en la ciudad y el municipio de Elvas, en el distrito de Portalegre en Portugal.

## Historia
El rey  Pedro II mandó  edificarla después de que hubiese conquistado Elvas a los árabes en 1230. Mandó aprovechar una de las torres que tenía la segunda cerca islámica para que  valiera de nueva torre campanario. En el año 1302 el rey Dinis donó a don Martinho, Arzobispo de Braga, el Patronato de esta iglesia. Más adelante el templo fue «cabeza de la Encomienda» de la Orden de Cristo.

## Construcción
El edificio primitivo sufrió numerosas remodelaciones entre el siglo XV y el siglo XVIII. De la capilla primitiva solamente queda un pórtico románico. La iglesia es de tres naves separadas por arcos de la época medieval. La capilla mayor está cubierta por una cúpula con figuras renacentistas. Las naves laterales tienen varias capillas de estilo barroco donde hay que destacar los estucos, los trabajos de albañilería y gran zonas recubiertas con granito. El baptisterio está cerrado por una alta reja de hierro forjado; en la parte frontal está representado en azulejería el bautismo de Jesucristo.